# 쌍룡회
쌍룡회(雙龍會, Twin Dragon)는 홍콩에서 제작된 임영동 감독의 1992년 액션 영화이다. 성룡 등이 주연으로 출연하였고 테디 로빈 콴 등이 제작에 참여하였다.

## 출연

### 주연
- 성룡
- 장만옥
- 실비아 창
- 리지

### 조연
- 오우삼
- 서극
- 정소동
- 유가량
- 임영동

## KBS 성우진 (2002년 2월 12일)
- 김일 - 완명/마우(성룡)
- 문지현 - 바바라(장만옥)
- 차명화 - 당심(리지)
- 이호인
- 장승길
- 정옥주
- 김태웅
- 김혜미
- 서문석
- 서광재
- 김관진
- 김소형
- 오인성
- 정훈석